# White Oak Springs (Wisconsin)
White Oak Springs es un pueblo ubicado en el condado de Lafayette en el estado estadounidense de Wisconsin. En el Censo de 2010 tenía una población de 118 habitantes y una densidad poblacional de 2,76 personas por km².

## Geografía
White Oak Springs se encuentra ubicado en las coordenadas 42°31′53″N 90°15′12″O / 42.53139, -90.25333. Según la Oficina del Censo de los Estados Unidos, White Oak Springs tiene una superficie total de 42.76 km², de la cual 42.76 km² corresponden a tierra firme y (0%) 0 km² es agua.

## Demografía
Según el censo de 2010, había 118 personas residiendo en White Oak Springs. La densidad de población era de 2,76 hab./km². De los 118 habitantes, White Oak Springs estaba compuesto por el 95.76% blancos, el 0% eran afroamericanos, el 0% eran amerindios, el 0.85% eran asiáticos, el 0% eran isleños del Pacífico, el 0.85% eran de otras razas y el 2.54% pertenecían a dos o más razas. Del total de la población el 0.85% eran hispanos o latinos de cualquier raza.